# Недетское кино
«Недетское кино» (англ. Not Another Teen Movie) — американская пародийная кинокомедия 2001 года.

## Сюжет
Красавчик-школьник Джейк заключил с друзьями пари на то, что превратит самую неприметную девушку класса в королеву выпускного бала. И вот, с энтузиазмом, достойным лучшего применения, герой, попадая из одного дурацкого положения в другое, приступает к исполнению своего плана…
Его друзья выбирают ему самую непопулярную и непривлекательную девушку школы — Дженни Бриггс. Первые попытки Джейка обратить на себя внимание Дженни ни к чему не приводят. Но девушка всё-таки соглашается пойти с ним на одну из вечеринок. И с этого момента Джейк понимает, что влюбился. Но во время важного матча, когда команда Джейка проигрывает по его вине, его друг решается отомстить ему за плохое окончание сезона, рассказав Дженни правду о пари и о том, кем Джейк считает Дженни на самом деле. Дженни плачет и уходит. Приближается выпускной бал, Джейк идёт на него со своей сестрой, которая на глазах у Дженни целует его, и девушка вновь уходит. Джейк сбегает с бала вслед за Дженни. Узнав от её отца, что она едет в аэропорт, чтобы улететь в парижскую школу искусств, Джейк едва ли не теряет шанс по-настоящему признаться Дженни в своих чувствах. В конце концов, он догоняет Дженни, едва не севшую в самолет. Джейк и Дженни целуются под аплодисменты всего аэропорта.

## В ролях
| Актёр               | Роль                    |
| ------------------- | ----------------------- |
| Крис Эванс          | Джейк Уайлер            |
| Кайлер Ли           | Дженни Бриггз           |
| Коди МакМэйнс       | Митч Бриггз             |
| Джейми Прессли      | Присцила                |
| Лейси Шабер         | Аманда Бейкер           |
| Мистер Ти           | Мудрый швейцар          |
| Эрик Джангмэн       | Рикки Липман            |
| Джош Джэкобсон      |                         |
| Миа Киршнер         | Кэтрин Уилер            |
| Серина Винсент      | Ареола (голая девушка)  |
| Эрик Кристиан Олсен | Остин                   |
| Деон Ричмонд        | Малик                   |
| Рон Лестер          | Реджи Рэй               |
| Сэм Хантингтон      | Окс                     |
| Джоанна Гарсиа      | Сэнди Сью               |
| Сэмм Левин          | Брюс                    |
| Эд Лотер            | Футбольный тренер       |
| Гарри Бенджамин     | Тренер                  |
| Бэверли Полсин      | Сэди (старушка)         |
| Пол Глисон          | Ричард Вернон           |
| Рэнди Куэйд         | Мистер Бриггз           |
| Самира Армстронг    | Кара Фрателли           |
| Нектар Роуз         | Сара Фрателли           |
| Райли Смит          | Лесс (парень с пакетом) |
| Мелисса Джоан Харт  | Камео                   |
| Джош Рэднор         | Тур-гид                 |

## Пародируемые фильмы
- Это всё она — основной сюжет фильма
- Плезантвиль — Сэнди Сью, персонаж из фильма «Плезантвиль»
- Нецелованная — старушка Сэди, персонаж из фильма «Нецелованная»
- Жестокие игры — сцена поцелуя старушки Сэди и Кетрин, сцена, где Кетрин соблазняет Джейка
- Клуб «Завтрак» — сцена, где Митч спорит с Ричардом Вернонм и где с друзьями ползает по вентиляции
- Добейся успеха — кастинг и соперничество чирлидерш
- Почти знаменит — сцена с прыжком в бассейн под крики "Я златокудрый Бог!"
- Не могу дождаться — персонаж Аманда Бейкер из фильма «Не могу дождаться», сюжетная линия Митча и его друзей на вечеринке
- Девушка в розовом — Молли Рингуолд упоминает фильм «Девушка в розовом» в аэропорту
- Королевы убийства — сцена с замедленной походкой Присцилы
- Американский пирог — Митч и его друзья хотят расстаться с девственностью, пироги на столе Мистера Бриггса в конце фильма.
- Студенческая команда — сцены футбольных матчей и сцена, где обнаженный Джейк, обмазанный банановым кремом, соблазняет Дженни.
- Красота по-американски — парень с камерой и пакетом
- 10 причин моей ненависти — Джейк поет в микрофон на трибуне, Рикки читает стихи
- Выходной день Ферриса Бьюллера — сцены под песню Yello — Oh Yeah

## Музыка
Саундтрек фильма был выпущен лейблом Maverick Records в декабре 2001 года и включил в себя, в основном кавер-версии «нововолновых» хитов в исполнении ряда исполнителей 90-х годов.

### Список композиций
| №   | Название                                        | Автор(ы)                                                             | Исполнитель           | Длительность |
| --- | ----------------------------------------------- | -------------------------------------------------------------------- | --------------------- | ------------ |
| 1.  | «Tainted Love»                                  | Эд Кобб                                                              | Marilyn Manson        | 3:22         |
| 2.  | «Never Let Me Down Again»                       | Мартин Гор                                                           | The Smashing Pumpkins | 4:01         |
| 3.  | «Blue Monday»                                   | Бернард Самнер, Питер Хук, Стивен Моррис, Джиллиан Гилберт           | Orgy                  | 4:26         |
| 4.  | «The Metro»                                     | Джон Кроуфорд                                                        | System of a Down      | 3:00         |
| 5.  | «But Not Tonight»                               | Мартин Гор                                                           | Скотт Уайланд         | 4:51         |
| 6.  | «Message of Love»                               | Крисси Хайнд                                                         | Saliva                | 3:49         |
| 7.  | «Bizarre Love Triangle»                         | Бернард Самнер, Питер Хук, Стивен Моррис, Джиллиан Гилберт           | Stabbing Westward     | 3:44         |
| 8.  | «99 Red Balloons»                               | Йорн-Уве Фаренкрог-Петерсен, Карло Каргес, Кевин Макали              | Goldfinger            | 3:50         |
| 9.  | «I Melt with You»                               | Робби Грей, Гэри Макдауэлл, Ричард Браун, Майкл Конрой, Стивен Уокер | Mest                  | 3:19         |
| 10. | «If You Leave»                                  | Энди Маккласки, Пол Хамфрис, Мартин Купер                            | Good Charlotte        | 2:45         |
| 11. | «Please, Please, Please Let Me Get What I Want» | Стивен Моррисси, Джонни Марр                                         | Muse                  | 1:59         |
| 12. | «Somebody's Baby»                               | Джексон Браун, Дэнни Кортчмар                                        | Phantom Planet        | 2:52         |